# 新香巻き
新香巻き（しんこまき）は、沢庵などの漬物を具材（芯）とする海苔巻きである。「沢庵巻き」「香々巻き」「こうこ巻き」とも呼ばれる。「新香」とは「新しい香の物」の意味であり、別称の「香々」「こうこ」は「香の物」を意味する。細巻き寿司の一つである。

## 歴史
現在に通じる海苔巻きが現れたのは江戸時代中期と考えられている。大阪では椎茸・人参・干瓢・玉子焼きなどを具材（芯）とする太巻き寿司が好まれたが、江戸では干瓢の細巻き寿司が好まれ、江戸前寿司で単に海苔巻きと言うときは、通常、干瓢巻きを意味した。
沢庵を具材とする細巻き寿司の発祥について、大阪寿司の生き字引的存在であった阿部直吉は、大阪の『鮓虎』が最初に始めたと証言している。その後、大阪の別の寿司屋『矢倉』がこれを真似して「こうこ巻き」と名付けて売り出したという。明治後期頃のことであるとされる。実際、1930年（昭和5年）に発行された『すし通』では、「関西方面から最近東京に流行してきたもの」として「香の物鮨」を取り上げ、その中の一つとして沢庵を細かく切ったものと椎茸などを具材とする「新香巻」に言及している。また、1941年（昭和16年）発行の『郷土名物料理』には、「澤庵の細巻き」や「奈良漬巻き」が掲載されているが、これらも次第に「新香巻き」と呼ばれるようになったと考えられている。
本来、江戸前寿司の海苔巻きは、焼き海苔を用いて海苔の香りを楽しむものであった。そのため、「新香巻」が東京に出回るようになった初期には、江戸っ子からは、沢庵の独特の強い臭いのせいで「せっかくの海苔の香りが台なしで、こんなものは下種の食べ物だ」などと酷評された。上述の『すし通』でも、「香の物鮨」は「巻鮨」の項ではなく「特種の鮨」の項の中に掲載されている。それでも、大阪寿司の流行などを受けて江戸前寿司の店でも取り扱うところが増えていき、その安さもあって次第に東京においても定着していった。

## 具材（芯）
具材（芯）としては、沢庵が用いられることが一般的だが、ヤマゴボウの味噌漬けなど沢庵以外の漬物も使用される。北海道では、胡瓜の奈良漬けを具材とした細巻き寿司を、「新香巻き」と呼ぶ。
千切り、あるいは、刻んだ沢庵を使い、他に胡麻や紫蘇、胡瓜、大葉を加えることもある。沢庵の香りとポリポリとした食感、胡麻や大葉の風味を味わうことができ、紫蘇を入れた場合には、さわやかさも加わる。さらに、辛みを加えるために、具材に山葵を塗ることもある。
語源からは、たとえ沢庵でも古漬けの物を使う場合には厳密には「新香巻き」とは呼べず、「香々巻き」が正しい。ただ、現在では、「新香」の語は、新しいものに限らず漬物全般を指す言葉としても使われるようになってきている。

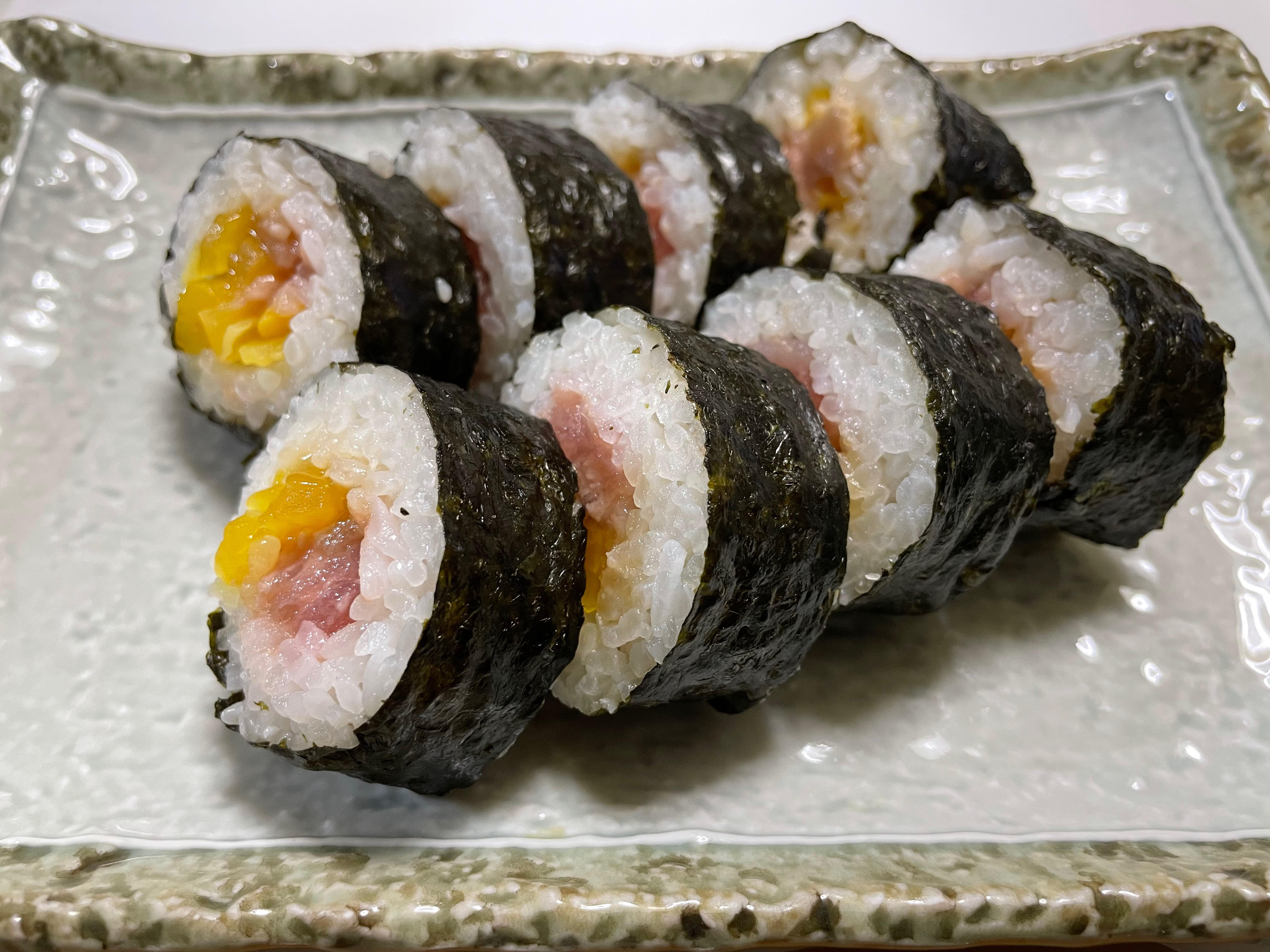
トロタク巻き

なお、沢庵とトロ（またはネギトロ）を具材とした海苔巻きは、「トロタク巻き」（「トロたく巻き」）といい、北海道の寿司屋が考案したとされる。ピンクと黄色というかわいらしい色合い、さっぱりした沢庵と濃厚なトロの脂という意外な組み合わせとおいしさから、人気のある巻き寿司となっている。